# Черноусова, Мария Александровна
Мария Александровна Черноусова (1925—?) — рабочая Ростовского-на-Дону консервного завода «Смычка» Министерства пищевой промышленности СССР. Герой Социалистического Труда.

## Биография
Родилась в 1925 году в селе Горская Порада ныне Неклиновского района Ростовской области.
Трудовую деятельность начала в 1951 году рабочей на консервном заводе «Смычка». Овладев рядом смежных профессий, неоднократно досрочно выполняла плановые задания. За высокие производственные показатели присваивались звания «Лучший по профессии», «Ударник коммунистического труда» (1964 год). Являлась членом Совета наставников. В 1971 году награждена орденом Ленина.
Указом Президиума Верховного Совета СССР от 2 марта 1976 года за выдающиеся успехи в выполнении заданий девятой пятилетки, принятых социалистических обязательств, большой творческий вклад в увеличение производства продовольственных товаров и улучшение их качества, Черноусовой Марии Александровне присвоено звание Героя Социалистического Труда с вручением ордена Ленина и золотой медали «Серп и Молот».
Более поздние биографические данные отсутствуют.

## Награды
- Золотая медаль «Серп и Молот» (2.03.1976);
- Орден Ленина (26.4.1971, 2.03.1976)
- Медаль «За трудовую доблесть»
- Медаль «В ознаменование 100-летия со дня рождения Владимира Ильича Ленина» (6 апреля 1970)